# عبدالهادی یمنی
ابوعبدالله، محمد بن علی سودی شهرت‌یافته به عبدالهادی سودی یمنی و لقب‌گرفته به شمس‌الدین (؟ - ۱۵۲۵) (نسب: ابوعبدالله محمد بن علی بن ابراهیم سُودی یمنی) فقیه، صوفی، تاریخ‌نگار، ادیب و شاعر عربی یمنی بود. آرامگاهش در تعز زیارت می‌شود. پس از گرایش به تصوف، به سرودن روی آورد. دیوان اشعار او را عمر فروخ، در ۱۹۸۴ هنوز نسخهٔ خطی ذکر کرده‌است.